# Algerian 4kids
Algerian 4kids est une chaîne[évasif] pour enfants en Algérie dont les programmes sont éducatifs, pédagogiques, culturels et divertissants.
La chaîne algérienne pour enfants Algerian 4kids est considérée comme une plateforme distinctive ciblant aussi bien les enfants que les parents. La chaîne propose une variété de programmes qui répondent aux intérêts des enfants de différents groupes d'âge. La chaîne s'efforce de fournir un contenu qui convient à tous les membres de la famille, y compris les parents et les enfants. grands-parents et tient à offrir un environnement sûr pour les enfants, les parents peuvent être assurés que le contenu est approprié et exempt de scènes violentes ou inappropriées,.

## Programmes
- Mr. Brownie
- Al-Jaras
- C'est moi
- Allo quiz
- Al-Fanous
- Wasalat Andalosia
- Jarreb Benafsek
- Azrak
- Hacharat
- Hafelat Nawal
- Zoo
- Hiya Narsom
- Kaif Ousalie?
- Tahiya Liman Touheb
- Abtal Seghar
- Facelook Abtal
- Al-Tajrouba
- Maharat Kechfiya
- Mhajieiat Mama Najwa
- Mini-Chef
- Miftah Al-Najah
- Alamani Dini
- Loups Garous
- Madjeed Show

## Nostalgie
- Détective Conan
- Moi et mon frère
- Captain Tsubasa
- Goldorak
- Tigre masqué
- Ordy ou les Grandes Découvertes
- Le tonnerre gronde
- Slam Dunk
- Heidi
- Chibi Maruko-chan
- Le Livre de la jungle
- Le Merveilleux Voyage de Nils Holgersson au pays des oies sauvages
- Sinbad
- The Mask